# Réserve naturelle nationale de Saint-Quentin-en-Yvelines
La réserve naturelle nationale de Saint-Quentin-en-Yvelines (RNN80) est une ancienne réserve naturelle nationale située en Île-de-France. Classée en 1986, elle occupait une surface de 87 hectares et protègeait une partie de l'étang de Saint-Quentin et ses milieux riverains.
En 2021, la création de la réserve naturelle nationale des étangs et rigoles d'Yveline qui l'englobe entraîne le déclassement de la réserve naturelle.

## Localisation

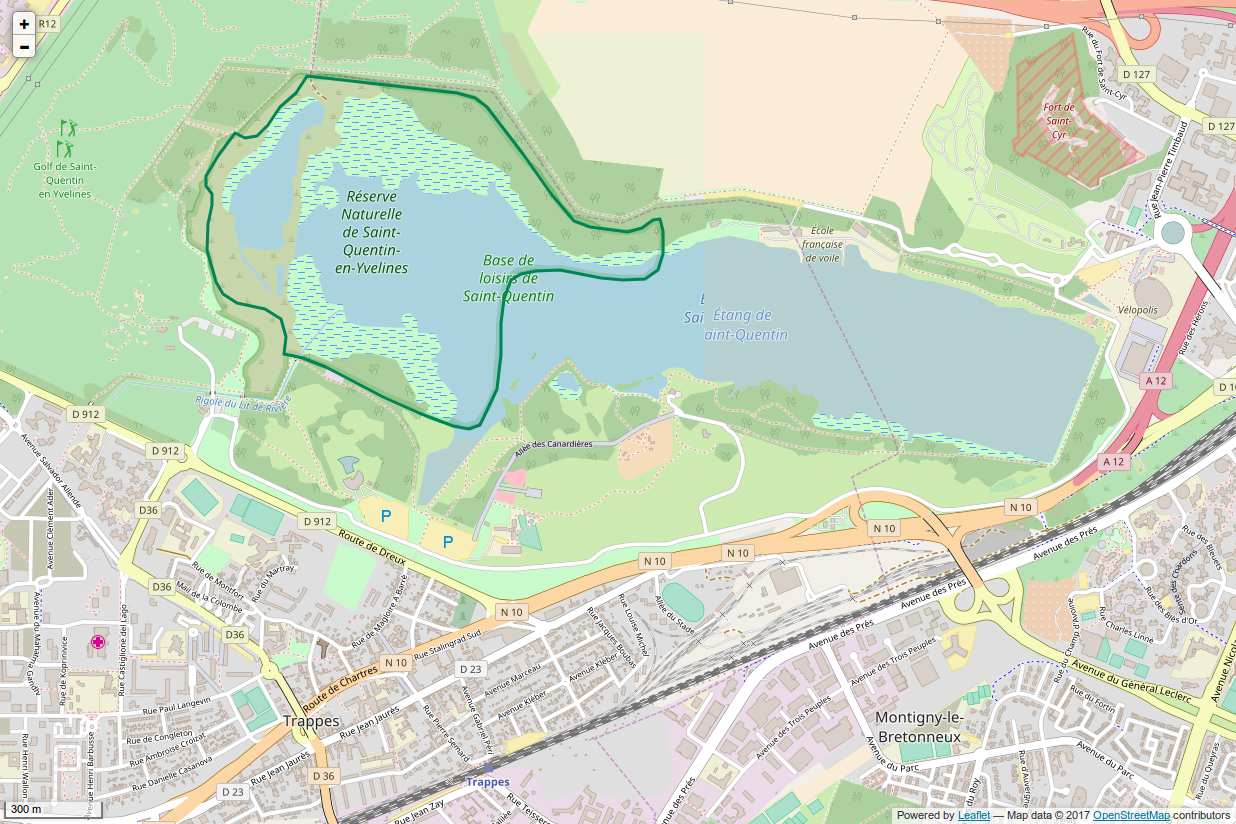
Périmètre de la réserve naturelle.

Le territoire de la réserve naturelle est dans le département des Yvelines, sur les communes de Montigny-le-Bretonneux et Trappes. Il correspond à l'extrémité ouest de l'étang de Saint-Quentin. Son altitude est de 160 mètres. La réserve naturelle est toute proche de l'île de loisirs de Saint-Quentin-en-Yvelines.
À noter que cette réserve naturelle et celle des marais d'Isle à Saint-Quentin dans l'Aisne sont les deux seules réserves naturelles en milieu urbain de France. La seconde étant cependant beaucoup plus ancienne.

## Histoire du site et de la réserve
L'étang de Saint-Quentin est un étang artificiel d'une superficie d'environ 150 hectares ; il est la plus grande étendue d'eau des Yvelines. Le plan d’eau relié au parc de Versailles par l’aqueduc de Trappes (coupé en 1978), pouvait à lui seul assurer un stockage de 3 millions de m3. Dans sa partie occidentale a été créée, en 1986, la réserve naturelle nationale de 87 hectares, première réserve naturelle créée en Île-de-France.

## Écologie (biodiversité, intérêt écopaysager…)
La base régionale de loisirs de Saint-Quentin-en-Yvelines possède un extraordinaire joyau naturel : son étang, héritage du XVIIe siècle. Hier dernier maillon d'un important réseau hydraulique servant à alimenter les jeux d'eau du château de Versailles ; aujourd'hui lieu de loisirs mais aussi escale et lieu d'hivernage pour de nombreux oiseaux migrateurs.
Le paradoxe de l’étang de St Quentin est qu'il offre une réserve naturelle établie sur un étang artificiel. La réserve naturelle sert de lieu d’hivernage à de nombreux oiseaux migrateurs. Plus de 230 espèces d'oiseaux peuplent les 90 hectares de la réserve. Les zones boisées et humides de la réserve naturelle sont un petit paradis pour les amphibiens qui s'y sont installés.

### Flore
La flore de l'étang, organisée en "ceintures" suivant la variation périodique du niveau de l'eau, surprend par sa diversité.

### Faune
On trouve sur le site plus de 230 espèces d'oiseaux nicheurs ou migrateurs : bécassines, chevaliers, canards, grèbes, foulques, hérons, cormorans, fauvettes...

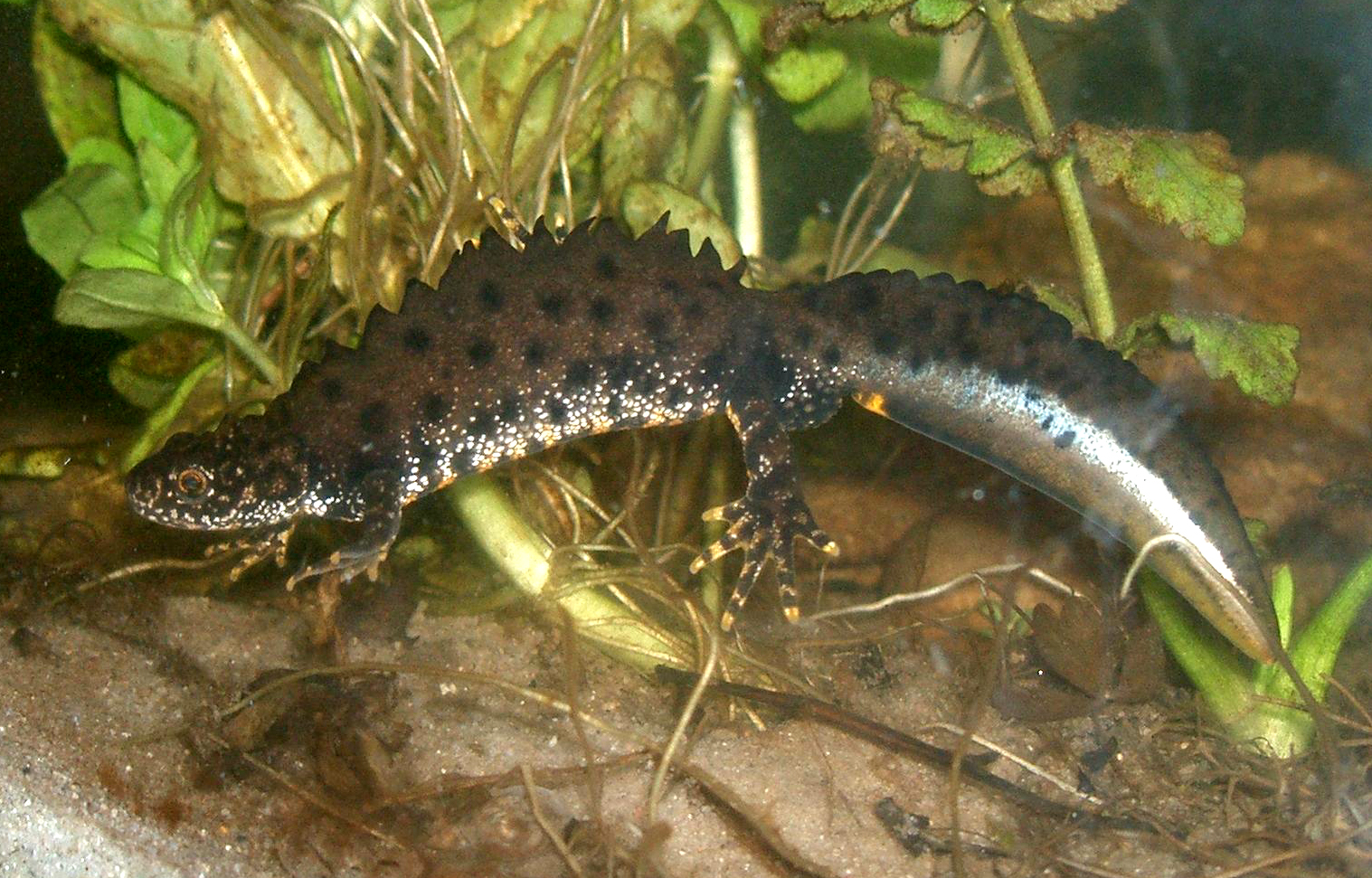
Mâle de triton crêté, en saison de reproduction

Pour les amphibiens, on y trouve la grenouille agile, le crapaud commun et le triton crêté, espèce de grande taille qui mesure jusqu'à 18 cm. Particulièrement protégé et menacé d'extinction, ce petit animal arbore une crête dorsale en dents de scie, parfois assez haute et se prolongeant jusqu'à la queue, au printemps durant la période de reproduction, ce qui lui donne une allure de dinosaure. Considéré comme une espèce vulnérable au livre rouge de la faune menacée, il est devenu intouchable et très protégé.

## Intérêt touristique et pédagogique
Dans la plupart des réserves naturelles, la fréquentation du public est réglementée pour ne pas déranger la faune ou pour ne pas perturber l'évolution d'un milieu fragile. Pourtant, malgré la fragilité de ce patrimoine naturel, la Base régionale de loisirs de Saint Quentin en Yvelines a trouvé le moyen d'ouvrir son trésor au grand public (enfants et adultes) afin que ce lieu privilégie devienne le support d'une pédagogie d'éveil à l'observation et à la protection de la nature. On peut trouver des formules individuelles :
- découverte de la nature sorties thématique le 1er dimanche de chaque mois.
- promenades Poney-Nature : le week-end.
- stages Naturalistes : une immersion de 5 jours dans la réserve pour les jeunes de 8 à 14 ans avec hébergement.

Ou des formules groupes :
- découverte de la Nature : animations thématiques telles que l'écosystème (son fonctionnement, sa gestion); découverte sensorielle de l'environnement, initiation à l'observation de la nature.
- classes-Environnement : pour les groupes scolaires avec hébergement initiées dans le cadre d'un projet pédagogique.
- vacance-Découverte : des mini-stages en externat, cycles thématiques déterminés en fonction des saisons.
- vacances Nature-Multisports : des stages verts et sportifs articulés autour de plusieurs activités (ex : voile, équitation réserve naturelle).

## Administration, plan de gestion, règlement
La réserve naturelle est gérée par Île de loisirs de Saint-Quentin-en-Yvelines.
La réserve naturelle nationale de Saint Quentin en Yvelines mène, depuis sa création en 1986, des actions concrètes en faveur de la protection des espèces et des habitats dans le cadre d’un plan de gestion et d’études scientifiques régulières.

### Outils et statut juridique
La réserve naturelle a été créée par un décret du 14 mars 1986. L'article 22 du décret no 2021-404 du 8 avril 2021 qui crée la RNN des étangs et rigoles d'Yveline abroge ce décret.
Le site correspond également à d'autres protections dans le cadre de Natura 2000.